# Clã Katagiri
O clã Katagiri (japonês: 片桐氏 Katagiri-shi) foi uma família de espadachins japoneses (Buke) da Província de Ōmi, derivada do Seiwa Genji.
Durante o Período Edo, pertenciam ao Tozama daimyō.

## História

### Idade Média
Alegando ser de linhagem nobre dos clãs Taira, Minamoto e Fujiwara, o clã Katagiri originou-se de Katagiri no distrito de Inada, Província de Shinano. De acordo com o "Kanemasa Chikujō Keizu," a família Katagiri, que eram grandes proprietários de terras no distrito de Inada durante o final do Período Heian, mudou-se posteriormente para Ōmi como um ramo do clã Katagiri, adotando o nome "Katagiri."
No Azuma Kagami, é registrado que Katagiri Yasukage, que herdou a posição de Kagemasa, recebeu um favor diretamente de Minamoto no Yoritomo, e os territórios que haviam sido confiscados pelo clã Taira foram devolvidos após mais de 20 anos (por volta de 23 de junho de 1184, Juei 3).
Durante a Guerra Jōkyū, o clã Katagiri, sob o comando dos clãs Kosaka e Mutō, avançou ao longo do Nakasendō como parte do exército do Shogunato a caminho de Kyoto. Nesse momento, Katagiri Genta, Tarō e Matatarō lutaram bravamente contra as forças do Protetorado de Kyoto, Iga Mitsukiyo, que os cercaram. As atividades de Katagiri Saburō no "Jōkyūki" são retratadas como a batalha de Kanzan na Província de Owari.
Como recompensa por seus serviços durante a Guerra Jōkyū, eles receberam terras em Hikonogo, Província de Gifu, como substituto de Yasukage. Posteriormente, eles se estabeleceram em Takatsukimura, distrito de Ika, província de Ōmi (atualmente cidade de Nagahama, Província de Shiga), onde estabeleceram seu domínio.

### Período Moderno Inicial

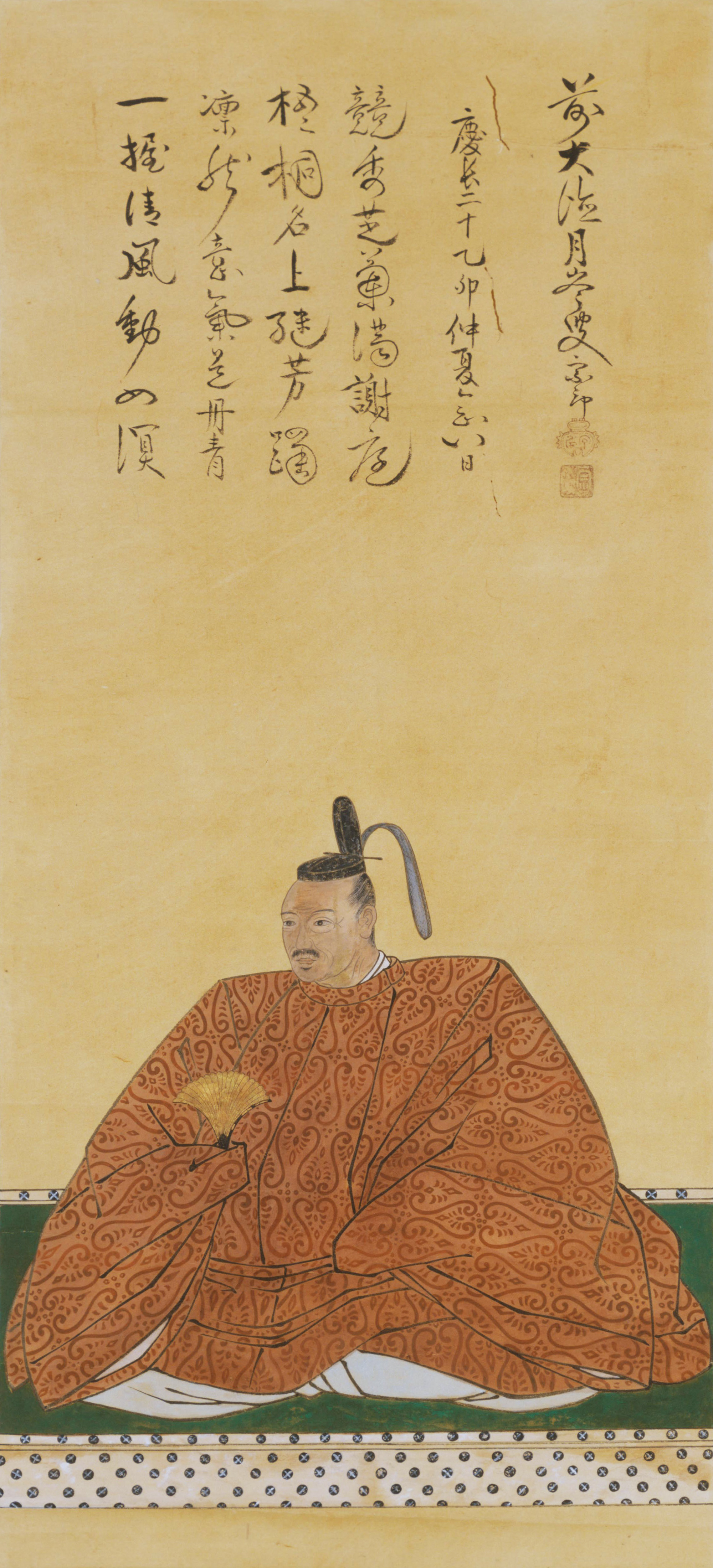
Katagiri Katumoto

Durante o Período Sengoku, o chefe do clã Katagiri, Katagiri Katsumoto, tornou-se vassalo do clã Azai, os senhores feudais do norte de Ōmi. Após a queda do clã Azai, o filho de Katsumoto, Katagiri Sadataka, serviu sob Toyotomi Hideyoshi como um dos "Sete Lanças de Shizugatake" e ganhou favor, recebendo 50.000 koku (uma unidade de medida de arroz, representando riqueza) na Província de Settsu. Ele foi posteriormente incluído entre os daimyō. Após a Batalha de Sekigahara, Sadataka serviu como conselheiro e ancião de Toyotomi Hideyori. Enquanto recebia um feudo de 50.000 koku do clã Toyotomi, ele também recebeu terras da família Tokugawa, incluindo Ōmi e o Castelo de Kameyama, tornando-se um caso especial que recebia apoio tanto do Shogunato Tokugawa quanto da família Toyotomi. No entanto, pouco antes da eclosão do Cerco de Osaka, ele retirou-se do Castelo de Osaka. Após o Cerco de Osaka, seu feudo foi aumentado para 40.000 koku, mas durante o tempo de seu neto, Katagiri Sadamasa, o feudo foi confiscado devido à atitude inflexível de Sadamasa.
Por outro lado, o irmão mais novo de Sadataka, Katagiri Sadahisa, recebeu 10.000 koku em Koizumi, Província de Yamato (atualmente Koizumi-cho, cidade de Yamatokoriyama, Província de Nara), e estabeleceu o Domínio de Koizumi, que mais tarde foi aumentado para 16.600 koku. O filho de Sadahisa, Sadamichi, tornou-se o segundo senhor feudal do Domínio de Koizumi. O filho de Sadamichi, Sadamune, foi conhecido como mestre de chá e fundador da escola de cerimônia do chá Katagiri, e seus descendentes mantiveram o domínio. Embora o Domínio de Koizumi tenha eventualmente enfrentado a ameaça de ser abolido, sobreviveu através da adoção de herdeiros duas vezes. Além disso, o Domínio de Koizumi foi dividido em 3.000 koku para a família de Sadamune e 1.000 koku para seu filho mais novo, Sadamitsu, que se tornou o fundador da família Katagiri de Shimotakada. A família Katagiri continuou a existir como hatamoto (vassalos diretos do shogunato) até a Restauração Meiji.
Por volta do primeiro ano da Era Genji, Felice Beato fotografou um panorama de Edo a partir do Atagoyama, capturando a mansão da família Katagiri do Domínio de Koizumi no centro da imagem.

### Pós-era Meiji

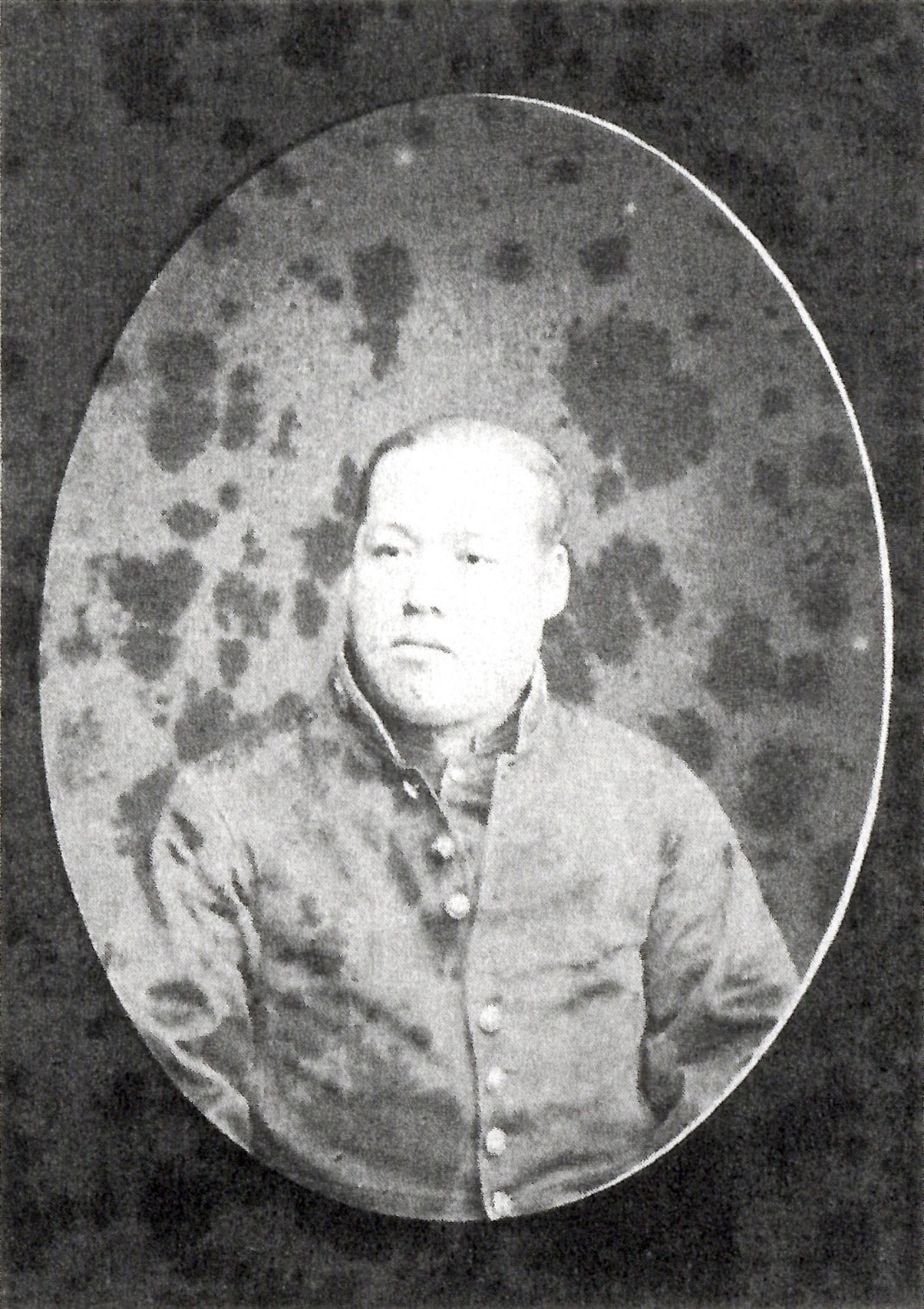
Katagiri Sadaatsu, último daimyō do Domínio de Koizumi

O último senhor feudal de Koizumi, Katagiri Sadaatsu, foi nomeado governador do Domínio de Koizumi em 23 de junho de 1869, e serviu como governador do domínio até a abolição em 15 de julho de 1871.